# Sessiluncus calcuttaensis
Sessiluncus calcuttaensis är en spindeldjursart som beskrevs av Asit K.Bhattacharyya 1977. Sessiluncus calcuttaensis ingår i släktet Sessiluncus och familjen Ologamasidae. Inga underarter finns listade i Catalogue of Life.